# Дом Небольсиных
Дом Небольсиных, также дом Гагарина — историческое здание в Москве, построенное во второй половине XVIII века. Объект культурного наследия федерального значения. Расположен на Садовой-Кудринской улице, дом 15, строение 3а (территория Филатовской детской больницы).

## История
Исторически участок сложился во владении князя А. Я. Урусова в первой половине XVIII века. Дом построен во второй половине XVIII века для князя Г. П. Гагарина, возможно, на каменном подклете более старых палат (об этом свидетельствуют следы узких боковых ризалитов). После пожара 1812 года, когда дом принадлежал гражданскому губернатору Москвы Н. А. Небольсину, он был перестроен по проекту О. И. Бове в стиле ампир. С 1848 года здание принадлежит Ростопчиным, примерно к этому времени относится возведение торцевых пристроек. В здании размещалась картинная галерея А. Ф. Ростопчина, ставшая публичной с 1850 года. С 1852 года усадьба перешла к княгине С. С. Щербатовой, которая в конце века организовала в ней Софийскую детскую больницу. С 1898 года для расширения больницы выкуплено и соседнее владение (см. дом Протковой). С 1922 года больница носит имя Н. Ф. Филатова. Ныне в здании размещается администрация и несколько отделений Филатовской детской больницы.

## Архитектура
Дом не был ориентирован на улицу, так как в XVIII веке местность была загородной. Главный фасад был обращён к Пресненским прудам. Позади дома имелся обширный сад с прудами. От декора здания конца XVIII века сохранились детали заднего фасада — ниши и подоконные доски, плоский центральный ризалит. Во время перестройки начала XIX века дом приобрёл монументальный портик с восемью ионическими полуколоннами, лепными капителями и фризом. Лестницы и гостиные с высокими сводами украшены парными колонками в проёмах. Более поздние пристройки (и переоформленный тогда же задний фасад) имеют высокие арочные окна на втором этаже со сплошными наличниками, что характерно для ранней эклектики.